# Star Wars (Main Title)
«Star Wars (Main Title)» (с англ. — «Звёздные войны (главная тема)») - музыкальная тема, написанная и исполненная Джоном Уильямсом. Это главная музыкальная тема «Звёздных войн», а также считается основным лейтмотивом Люка Скайуокера, главного героя оригинальной трилогии «Звёздных войн». Оригинальная звукозапись 1977 года была исполнена Лондонским симфоническим оркестром. Трек стал хитом в Соединённых Штатах (№ 10) и Канаде (№ 13) осенью того года. Композиция опирается на музыку Эриха Вольфганга Корнгольда к фильму 1942 года «Кингс Роу».
На стороне Б находится музыка Cantina Band.
«Star Wars (Main Title)» была второй из двух хитов с участием музыки из Новой надежды. Диско-версия Meco «Star Wars Theme/Cantina Band» заняла первое место одновременно с чартом оригинальной музыкальной версии фильма Уильямса.

## Чарты
| Чарт (1977)                     | Высшая позиция |
| ------------------------------- | -------------- |
| Australia (Kent Music Report)   | 67             |
| Canadian RPM Top Singles        | 13             |
| Canadian RPM Adult Contemporary | 7              |
| US Billboard Hot 100            | 10             |
| US Billboard Adult Contemporary | 4              |
| US Cash Box Top 100             | 18             |

| Чарт (1977)                       | Рейтинг |
| --------------------------------- | ------- |
| Canada RPM Top Singles            | 189     |
| US Billboard Hot 100              | 99      |
| US Adult Contemporary (Billboard) | 44      |

## Версия Патрика Глисона
Главная тема «Звёздных войн» была исполнена Патриком Глисоном через месяц после выхода выступления Лондонского симфонического оркестра. Его версия была выпущена во Франции.